# La morte accarezza a mezzanotte
La morte accarezza a mezzanotte è un film del 1972 diretto da Luciano Ercoli.

## Trama
Dietro lauto compenso, la fotomodella Valentina si sottopone a un esperimento sugli effetti di un nuovo allucinogeno. Dopo la somministrazione di una dose, Valentina "vede" l'omicidio di Dolores Iachìa. Qualche giorno dopo, la donna viene realmente rinvenuta assassinata: tutto s'è verificato come nella visione della fotomodella, totale è la coincidenza, nei tempi e nel modus operandi dell'assassino. Valentina, però, nella sua visione non ha percepito chi fosse l'assassino e, da quel momento, viene presa di mira dal misterioso omicida di Dolores.

## Colonna sonora
- Valentina (Controluce) è cantata da Mina.